# Georgia ai XIX Giochi olimpici invernali
La Georgia partecipò ai XIX Giochi olimpici invernali, svoltisi a Salt Lake City, Stati Uniti, dall'8 al 24 febbraio 2002, con una delegazione di 4 atleti impegnati in tre discipline.